# Assalt 43
Assalt 43 és un grup de metalcore format a Esplugues de Llobregat a principis de 2005; inicialment tocaven hardcore punk i s'anomenaven Vizio 69. A mitjans de 2008, el grup comença a canviar el seu so inicial, passant gradualment del seu estil més bàsic, centrat sobretot en les parts vocals, a basar les noves composicions al metal melòdic. Laura Portero i Daniel Aguado són expulsats de la formació en Juny del 2008, sent reemplaçats pel guitarrista rítmic Aleix Costa i el cantant Sergio "Pinya", tancant així la formació actual.

## Discografia
- 2005: Assalt 43 (demo)
- 2006: Nuestro Camino
- 2008: Orgullo y poder & Traición Single
- 2009: Hellcore EP